# Dubai Marina

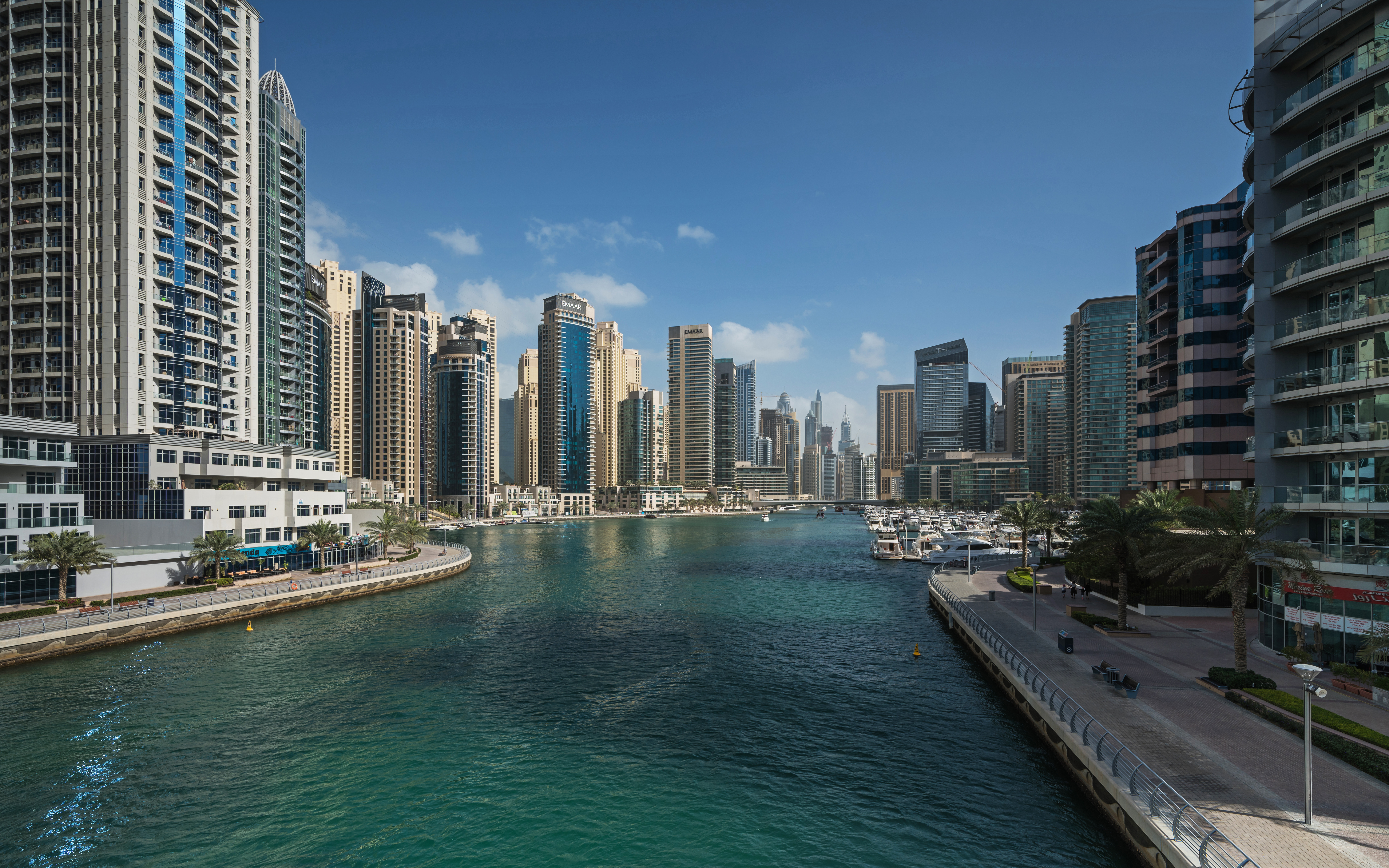
Dubai Marina

Dubai Marina (arabisch مرسى دبي, DMG Marsā Dubayy) ist ein Stadtteil in Dubai, Vereinigte Arabische Emirate, etwa 25 Kilometer südwestlich des Stadtzentrums.
Der Stadtteil soll im Endausbau (je nach Abgrenzung) zwischen 75.000 und 150.000 Menschen beherbergen und etwa 200 Wolkenkratzer und Hochhäuser beinhalten. Der einschließlich der Wasserflächen rund 4 Quadratkilometer große Komplex ist seit dem Frühjahr 2010 mit zwei Stationen an die Dubai Metro angeschlossen.
Dubai Marina liegt an der Interchange 5. Zum Stadtteil gehört die Jumeirah Beach Residence, eines der größten Apartment- und Ferienresorts der Welt mit fast 40 Hochhäusern.
Die Dubai Marina hat ihren Namen von einem nahezu vier Kilometer langen, künstlich angelegten Kanal, an dessen geschwungenen Uferpromenaden neben einem großen Yachthafen und einigen kleineren Bootsliegeanlagen zahlreiche Restaurants, Cafés und Geschäfte, sowie ein Einkaufszentrum mit rund 120.000 Quadratmetern Verkaufsfläche eingerichtet sind.
Vor allem im südlichen Strandabschnitt in Dubai Marina führen der veränderte Küstenverlauf und die daraus entstandenen neuen Strömungsverhältnisse zu Problemen mit der Küstenerosion. In relativ kurzer Zeit wurden mehrere Meter Strand ins Meer gespült. Eine höher ragende Abdeckung des Ufers mit schweren Gesteinsbrocken soll ein weiteres Abtragen von Material verhindern.
Am 8. November 2007 stürzte eine der in Bau befindlichen Brücken zur inneren Dubai Marina ein und forderte 15 Todesopfer. Die Ursache des Einsturzes ist bisher ungeklärt.

## Wolkenkratzer
In der Dubai Marina entstehen seit 2003 um die 200 Hochhäuser und Wolkenkratzer. Die meisten Solitäre liegen zwischen 130 und 200 Metern im mittelhohen Bereich mit einigen Wolkenkratzern über 300 Meter:
- Cayan Tower: Mit 307 Metern ist er der höchste Wolkenkratzer, der eine 90-Grad-Drehung vollzieht.
- Princess Tower: Ist nach dem 432 Park Avenue mit 413 Metern das zweithöchste Wohngebäude der Welt.
- The Torch: 345 Meter hoch.
- 23 Marina: 393 Meter hoch.
- Marina 101: Mit 427 Metern das höchste „Serviced-apartment“-Gebäude der Welt (im Bau).
- Elite Residence: 380 Meter hoch.
- Ocean Heights: 310 Meter hoch.
- Pentominium: Soll mit 516 Metern der höchste Turm in der Dubai Marina und das höchste Wohngebäude der Welt werden (Bau seit 2011 gestoppt).
- DAMAC Heights: 335 Meter hohes Wohngebäude.
- 106 Tower: 445 Meter hoher Wohnturm (im Bau).

## Galerie

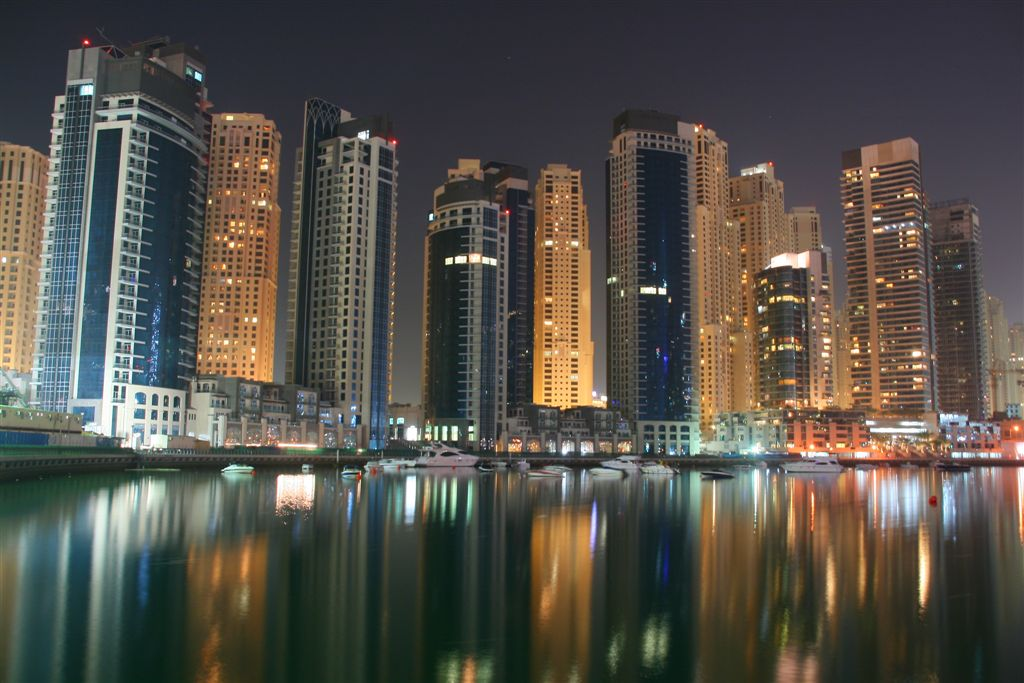
Dubai Marina im März 2008
Dubai Marina im März 2014
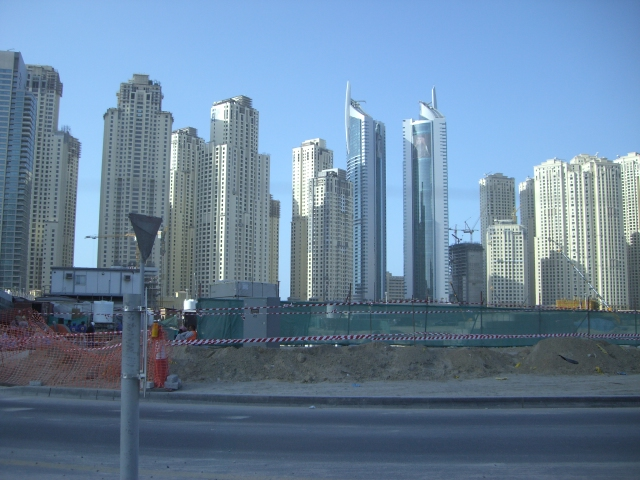
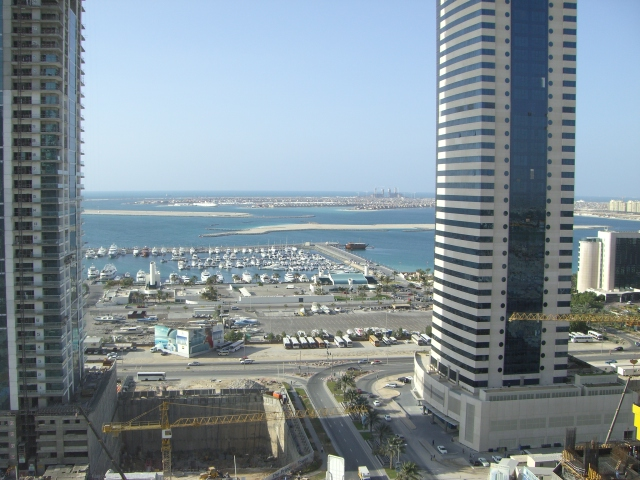